# McDonnell Douglas A-4 Skyhawk
O McDonnell Douglas A-4 Skyhawk é um avião de ataque naval especialmente desenvolvido para operar a partir de porta-aviões. Desenvolvido nos anos 1950 para a Marinha dos Estados Unidos, o pequeno, econômico, mas versátil Skyhawk continua em uso em diversas forças aéreas do mundo.

## História
Em janeiro de 1952, a equipe de Edward Henry Heinemann (mais conhecido como Ed Heinemann) projetista-chefe da Douglas Aircraft Company (mais tarde McDonnell Douglas) apresentou um projeto para a Marinha dos Estados Unidos em resposta a uma requisição daquela força, que necessitava de uma aeronave de ataque com capacidade nuclear, baseada em porta-aviões, com raio de ação de 555 km, capaz de transportar 908 kg de armamento e atingir velocidades de 805 km/h, pesando até 13 600 kg e que não deveria custar mais de US$ 1 000 000,00 (um milhão de dólares) por unidade. Para cumprir essas difíceis exigências, o que Heinemann fez foi: peguei o melhor motor a jato, coloquei asas e esqueci o resto (sic). De fato, a "simplicidade" do projeto de Heinemann agradou à Marinha Americana que autorizou a fabricação de 2 protótipos, designados inicialmente como XA4D-1, mas que passaram logo depois para XA-4A devido a uma mudança na nomenclatura de aeronaves.
O modelo inicial foi apresentado duas semanas após a primeira avaliação e tinha comprimento de 12,01 m, peso de 5 440 kg, velocidade superior à 950 km/h, carga de armas de 2 250 kg (incluindo artefatos nucleares) e uma envergadura de apenas 8,38 m, o que dispensava a necessidade de asas dobráveis para armazenamento em porta-aviões. O primeiro voo da nova aeronave aconteceu em 22 de junho de 1954. As dezoito aeronaves de pré-série, conhecidas como YA4D-1 (A-4A), foram seguidas pelo modelo de produção, chamado de A4D-1 (A-4A), que voou em 14 de agosto de 1954. Em 15 de outubro de 1955, apenas dois meses após o seu primeiro voo, o A4D-1 ou (A-4A) bateu o recorde de velocidade em circuito fechado de 500 km, atingindo 1 118 km/h.
As primeiras unidades começaram a ser entregas para a Marinha Americana em meados de 1956 e entraram em serviço ativo em outubro do mesmo ano. A produção foi mantida até fevereiro de 1979, totalizando 2 960 exemplares construídos em pelo menos 20 versões diferentes. A última versão produzida nova para os norte-americanos foi a A-4M, uma aeronave bastante sofisticada, usada principalmente pelos esquadrões do Corpo de Fuzileiros Navais dos Estados Unidos e o último modelo a sair da linha de montagem foi o A-4KU, uma série especial de 30 aeronaves (mais 6 bipostos TA-4KU) fornecidos para o Kuwait mas que atualmente servem à Marinha do Brasil.

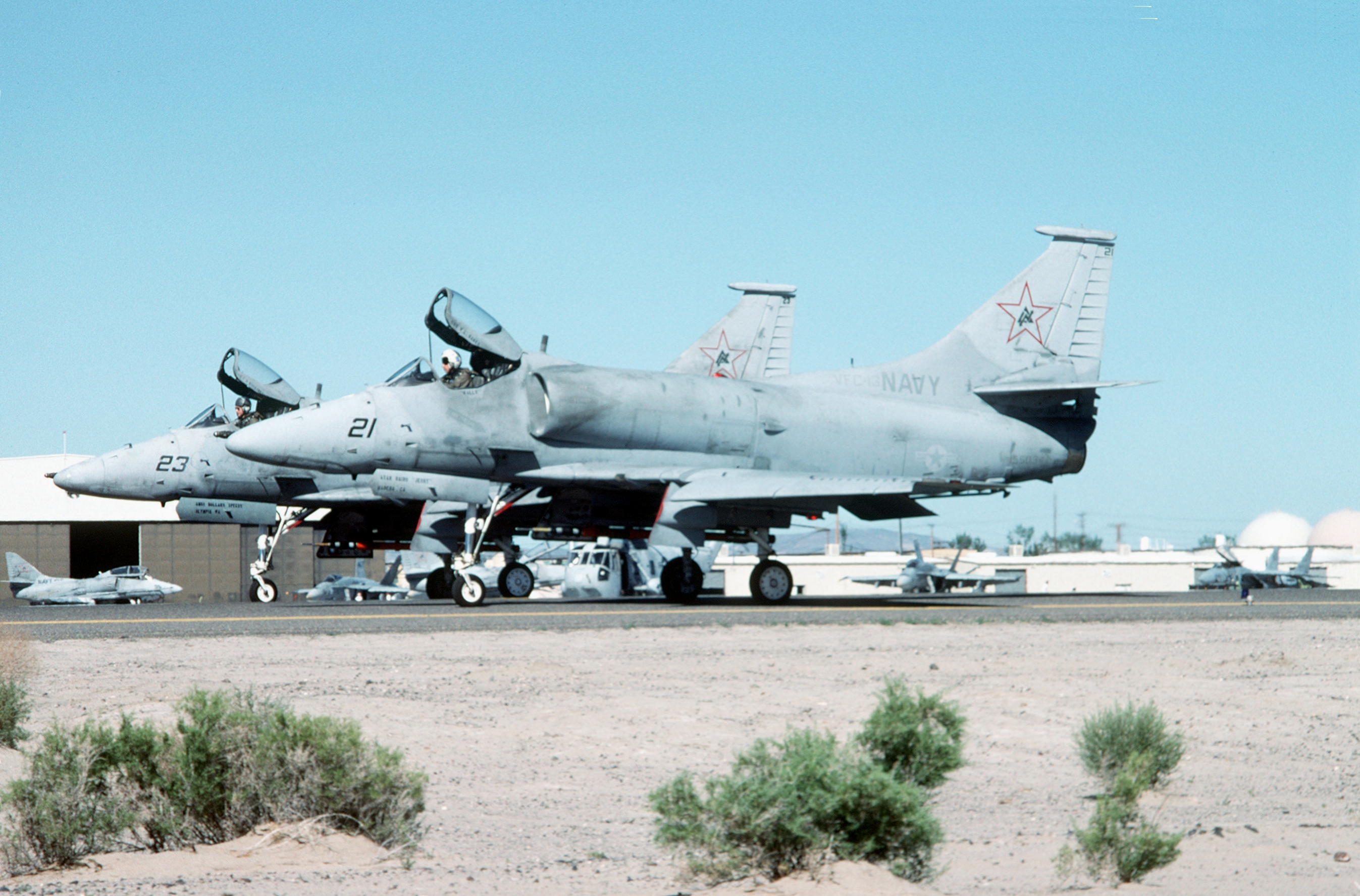
A-4Fs em 1993.

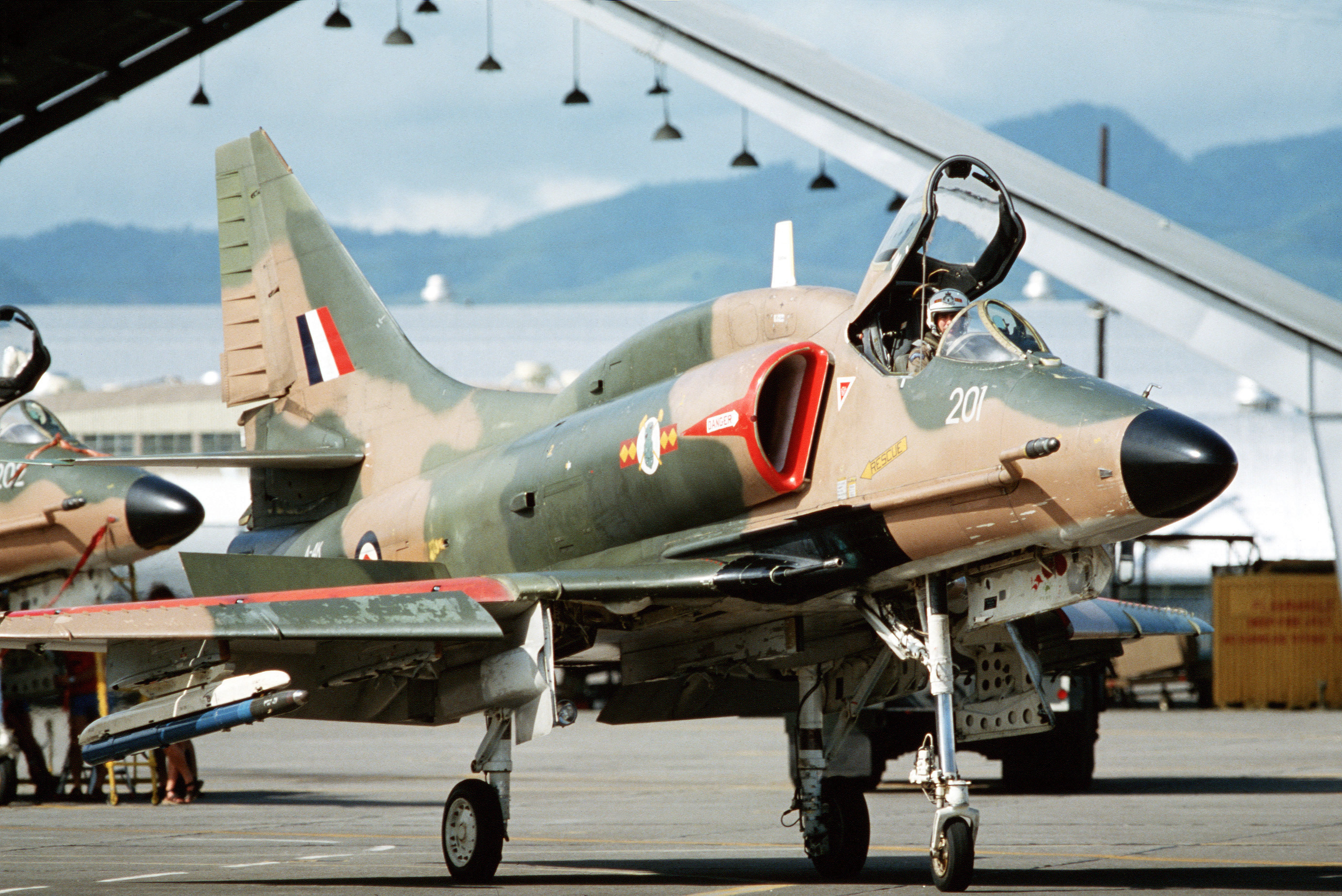
A-4K Sykhawk (s/n NZ6201)

No decorrer de sua carreira, o Skyhawk perdeu a função de ataque nuclear mas ganhou a capacidade para operar em qualquer tempo, sendo que a principal modificação visível foi uma espécie de "corcunda" ou "corcova", introduzida, a partir do modelo A-4F, na parte superior da fuselagem, para receber aviônicos. Os aviões assim fabricados (e os modelos mais antigos que também ganharam a "corcova") ficaram conhecidos como camel (camelo). Mas o A-4 possuía outros apelidos, como bantam (o equivalente em inglês ao peso galo do boxe) e scooter (patinete) uma alusão à grande altura do trem de pouso. Devido ao apelido bantam, alguns pilotos se referiam (referem) ao Skyhawk como galinho-de-briga ou bombardeiro peso galo. Interessante lembrar que o nome Skyhawk significa gavião do céu.
A serviço dos EUA, os Skyhawks continuaram voando na função Agressor para o fuzileiros e para a marinha até o final do século XX. Esta última também operou o aparelho na equipe acrobática Blue Angels e o modelo TA-4J operou nos esquadrões de treinamento avançado até 1999, quando foram substituídos por T-45A Goshawk.
A grande versatilidade do Skyhawk fez dele uma ótima opção para diversas forças aéreas ao redor do mundo, razão pela qual o avião ainda continua em plena atividade no início do século XXI. 2 960 aeronaves foram produzidas.
Pela Força Aérea e Marinha Argentinas, o A-4 teve destacado papel na Guerra das Malvinas. Aeronaves A-4P e A-4Q (A-4B) e A-4C conduziram diversas missões de ataque durante o conflito do Atlântico Sul, geralmente carregando bombas e realizando ataques anti-navio. As aeronaves da Força Aérea Argentina receberam faixas amarelas e posteriormente azul turquesa como forma de identificá-las como "amigas" perante as baterias de artilharia anti-aérea argentina estacionadas nas ilhas Malvinas durante o conflito.
A Argentina, junto com Israel, foi um dos maiores operadores do Skyhawk. Desde 1998, uma versão modernizada conhecida como A-4AR Fightinghawk está operando pela Força Aérea Argentina. Esta versão está equipada com o radar ARG-1, uma versão do AN/APG-66 do F-16. 36 unidades estão operacionais.

## Operadores
Entre os operadores do A-4 Skyhawk nas suas diversas variantes incluem-se os seguintes países e as seguintes forças armadas:
- Argentina (Força Aérea e Marinha)
- Brasil (Marinha)
- Israel (Força Aérea)
- Kuwait (Força Aérea)
- Singapura (Força Aérea)
- Austrália (Marinha)
- Malásia (Força Aérea )
- Nova Zelândia (Força Aérea)
- EUA (Marinha e Corpo de Fuzileiros)

### Marinha do Brasil
A Marinha do Brasil possui 6 Skyhawks A-4KU, a última versão produzida. Desses, 4 são monopostos (versão A-4KU) e 2 bipostos de treinamento (TA-4KU).
O modelo monoposto foi designado AF-1 e o biposto AF-1A.

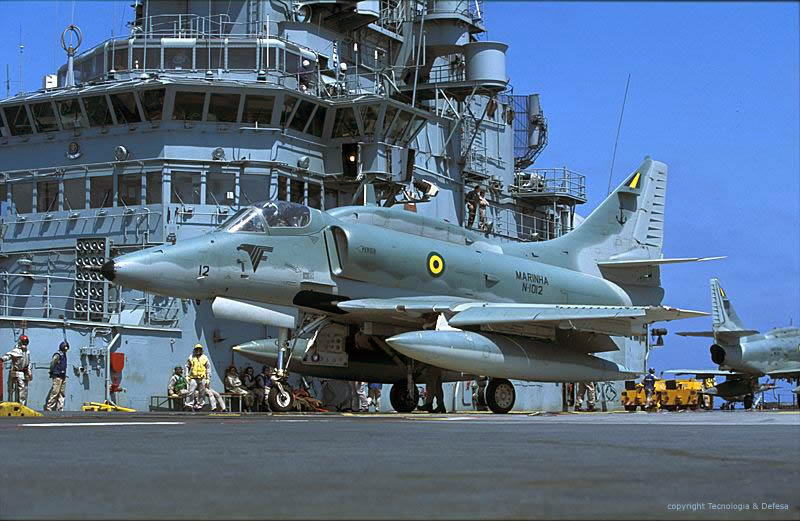
Um caça Skyhawk no porta-aviões NAe São Paulo (A-12).

Os AF-1 e AF-1A foram comprados no final dos anos 90 do Kuwait e são aeronaves veteranas de guerra, tendo participado de missões de combate da Operação Tempestade no Deserto no início de 1991. Durante o conflito de 1991, voaram com uma camuflagem em areia, marrom e cinza, além de levarem escrito na lateral da fuselagem as palavras "Free Kuwait".
Os Skyhawk brasileiros ficam sediados na Base Aérea Naval de São Pedro da Aldeia (BAeNSPA), são operados pelo 1º Esquadrão de Aviões de Interceptação e Ataque (Esquadrão VF-1) e operavam embarcados no NAe São Paulo.
Em 15 de abril de 2009, a Embraer e a Marinha do Brasil assinaram um contrato de $106 milhões para modernização de nove AF-1 e três AF-1A. O último caça modernizado, um AF-1B, foi entregue à Marinha em 20 de abril de 2022, na unidade industrial Embraer Defesa e Segurança, em Gavião Peixoto.
O principal destaque da modernização foi a adoção do radar EL/M 2032, com modos ar-ar, ar-solo e ar-mar, neste último caso sendo capaz de acompanhar até 64 embarcações ao mesmo tempo a distâncias de até 160 km. Com o modo de operação de abertura sintética inversa (ISAR) é possível elaborar uma imagem da silhueta do alvo, e assim identificá-lo.
Em 21 de outubro de 2019, um caça AF-1 monoposto da Marinha do Brasil sofreu um acidente na Base Aérea Naval de São Pedro da Aldeia, no Rio de Janeiro.